# Juraj Droba
Juraj Droba (ur. 25 maja 1971 w Bratysławie) – słowacki polityk i samorządowiec, od 2017 roku przewodniczący kraju bratysławskiego, w latach 2010–2018 deputowany do Rady Narodowej. Jest współzałożycielem partii Wolność i Solidarność.        
Jest wiceprzewodniczącym Prezydium Europejskiego Komitetu Regionów, a także wiceprzewodniczącym frakcji Europejskich Konserwatystów i Reformatorów w tymże gremium.        

## Wykształcenie i działalność zawodowa
Uczęszczał do gimnazjum Hubeného w Bratysławie. Studiował filologię germańską na Uniwersytecie Gandawskim. W 1996 roku uzyskał tytuł magistra na kierunku języka angielskiego, literatury oraz wychowania fizycznego na Uniwersytecie Komeńskiego w Bratysławie. W 2000 roku ukończył kierunek Master of Business Administration na Uniwersytecie Pittsburskim w Stanach Zjednoczonych, a w 2001 roku uzyskał tytuł Master of Arts na Uniwersytecie Jerzego Waszyngtona.

### Kariera zawodowa
Od 1996 roku pracował w firmie Omnipublic Ltd w Bratysławie. Jako stażysta pracował w amerykańskich firmach Ketchum Public Relations i APCO Worldwide. Od 2002 do 2008 roku pracował jako dyrektor ds. zagranicznych i członek zarządu w T-Mobile Slovakia. Jest jednym z założycieli i współwłaścicieli Double Cross Vodka, firmy zajmującej się kraftową produkcją wódki.

## Działalność polityczna
W 2009 roku był jednym z sześciu założycieli konserwatywnej partii Wolność i Solidarność (SAS).  

### Parlamentaryzm
W wyborach parlamentarnych w 2010 roku startował z jej list z 13. miejsca do Rady Narodowej. Został wybrany deputowanym V kadencji zajmując 17. miejsce spośród wszystkich kandydatów. 
W przedterminowych wyborach parlamentarnych w 2012 roku ubiegał się o reelekcję z list SAS z 22. miejsca. Ponownie uzyskał mandat deputowanego plasując się na 19. miejscu. W parlamencie VI kadencji był inicjatorem ustawy o związkach partnerskich. W kwietniu 2013 roku razem z czterema innymi posłami opuścił klub SAS. W czerwcu tego samego roku dołączył do partii Nova. W styczniu 2015 roku razem z Eugenem Jurzycą powrócił do klubu parlamentarnego Wolność i Solidarność.
W wyborach do Parlamentu Europejskiego w 2014 roku bezskutecznie ubiegał się o mandat deputowanego z 5. miejsca koalicyjnej listy Novy, Konserwatywnych Demokratów Słowacji i Obywatelskiej Parti Konserwatywnej. W wyborach uzyskał 2323 głosy (6,06%).
W wyborach parlamentarnych w 2016 roku uzyskał reelekcję jako poseł kandydując z list SAS z 13. miejsca. W Radzie Narodowej został wiceprzewodniczącym Komisji ds. Mandatu i Immunitetu, członkiem Komisji Spraw Zagranicznych, członkiem Stałej Delegacji Republiki Słowackiej przy Zgromadzeniu Parlamentarnym NATO, a także zastępcą członka Komisji ds. Europejskich i zastępcą członka Stałej Delegacji Republiki Słowackiej do Zgromadzenia Parlamentarnego OBWE.

### Samorząd
W wyborach samorządowych w 2017 roku kandydował na stanowisko przewodniczącego kraju bratysławskiego z ramienia koalicji SAS, OĽaNO, Nova, SMK, OKS i Zmena zdolo Jána Budaja. Uzyskał mandat z wynikiem 36 864 głosów (20,42%) wyprzedzając tym samym siedmiu pozostałych kandydatów (w tym m.in. urzędującego przewodniczącego Pavola Frešo). 4 grudnia tego samego roku objął urząd. Po wyborach zrezygnował z mandatu posła. We wrześniu 2018 roku został członkiem Europejskiego Komitetu Regionów, w którym dołączył do frakcji Europejskich Konserwatystów i Reformatorów (ECR), zasiadł także w Komisji Polityki Spójności Terytorialnej i Budżetu UE oraz Komisji Polityki Społecznej, Edukacji, Zatrudnienia, Badań Naukowych i Kultury. W tym samym roku został wybrany przewodniczącym delegacji Słowacji w tymże gremium oraz członkiem prezydium ECR.
W wyborach parlamentarnych w 2020 roku ponownie uzyskał mandat posła z list SAS otrzymując 8968 głosów. Nie przyjął jednak mandatu, powołał się na fakt, że startował jedynie po to by wesprzeć listę. W tym samym roku został wybrany wiceprzewodniczącym Prezydium Komitetu Regionów, wiceprzewodniczącym ECR w tymże gremium oraz zastępcą koordynatora frakcji ECR w Komisji Polityki Spójności Terytorialnej i Budżetu UE. W wyborach samorządowych w 2022 roku uzyskał reelekcją na stanowisku przewodniczącego kraju, otrzymał 136 983 głosy (63,6%).

## Życie prywatne
W 2001 roku wziął w Stanach Zjednoczonych ślub z menadżerką stacji telewizyjnej Gabrielą Ďurovkovą. Para rozwiodła się w 2007 roku. Spotykał się następnie z Katariną Leškovą wraz z którą ma syna Juraja (ur. w 2012 roku). Para rozstała się w 2017 roku. W 2022 roku poślubił Miroslavę, w sierpniu 2023 roku urodził się ich syn Kubka.
Deklaruje znajomość języka angielskiego, niderlandzkiego, niemieckiego, rosyjskiego i hiszpańskiego.